# 昌信站
昌信站（：／ Changsin yeok */?）是首尔地铁6号线沿線的一座地下車站，位於韓國首爾特別市鐘路區崇仁洞。

## 車站構造
車站大廳位於地下1樓和地下3樓，月台層則位於地下4樓。
站體為1面2線島式月台的地下車站，候車月台設有月台幕門，並有4處出口。

### 月台配置
| 東廟 ↑   |
| 下 上 \| |
| ↓ 普門   |

| 月台 | 路線           | 目的地                         |
| ---- | -------------- | ------------------------------ |
| 上行 | ●首尔地铁6号线 | 東廟、梨泰院、望遠、鷹岩方向   |
| 下行 | ●首尔地铁6号线 | 普門、上月谷、烽火山、新內方向 |

## 歷史
- 2000年12月15日：落成啟用。

## 車站周邊
- 駱山
- 東望峰隧道
- 首爾女談齋
- 首爾崇仁洞郵局
- 漢城大學
- 瑞逸文化藝術高校

## 相鄰車站
首爾交通公社
●首尔地铁6号线
東廟（636）－昌信（637）－普門（638）